# جيمس كالستروم
جيمس كيث كالستروم (6 مايو 1943-3 يوليو 2021)،  المعروف أيضًا باسم جيم كالستروم، كان وكيل مكتب التحقيقات الفيدرالي الأمريكي (FBI) الذي عمل كمساعد مدير مسؤول عن مكتبه الميداني في نيويورك.  وقد لوحظ أنه ترأس التحقيق الجنائي في تحطم طائرة TWA Flight 800 في عام 1996.

## الحياة المهنية
عمل كالستروم لمدة 27 عامًا في مكتب التحقيقات الفيدرالي من فبراير 1970 إلى 31 ديسمبر 1997 ووصف بأنه خبير في التنصت على المكالمات الهاتفية.  خلال مسيرته المهنية، كان من كبار المدافعين عن توسيع قوة التنصت من خلال قانون مساعدة الاتصالات لإنفاذ القانون (CALEA).  ترأس قسم العمليات الخاصة في المكتب الميداني للمكتب في نيويورك.  أصبح فيما بعد مساعد المدير المسؤول عن المكتب في عام 1995، وهو المنصب الذي شغله حتى تقاعده بعد ذلك بعامين. قاد التحقيق في انفجار عام 1996 للطائرة TWA Flight 800. كان أيضًا وكيلًا مشرفًا في تحقيق نيويورك لشبكة كوزا نوسترا الإجرامية التي أسفرت عن محاكمة لجنة المافيا في 1985-1986.
ترك كالستروم العمل الحكومي للعمل في القطاع الخاص في الصناعة المالية ابتداءً من عام 1998. بعد هجمات 11 سبتمبر في عام 2001، عاد إلى القطاع العام لقيادة مكتب السلامة العامة في ولاية نيويورك بناءً على طلب جورج باتاكي.

## الحياة في وقت لاحق
كان كالستروم مضيفًا لبرنامج قناة ديسكفري The FBI Files حتى تم إلغاؤه في عام 2006.  دعم دونالد ترامب خلال الانتخابات الرئاسية الأمريكية لعام 2016 وأشار إلى هيلاري كلينتون وعائلة كلينتون على أنها تشبه المجرمين. كما انتقد التحقيق الذي أجراه المستشار الخاص من قبل روبرت مولر، قائلاً في عام 2018 إنه تم تدبيره من قبل عصابة خارج نطاق مكتب التحقيقات الفيدرالي ومجتمع الاستخبارات.  وأضاف أنه «لم يعترف بالوكالة التي أعطيتها 28 عامًا من حياتي».

## الحياة الشخصية
كان كالستروم متزوجًا من سوزان لمدة 50 عامًا حتى وفاته.  أنجبا معًا طفلين، إريكا وكريستيل. توفي كالستروم في 3 يوليو 2021 ، في منزله في فيرفيلد، كونيتيكت.  كان يبلغ من العمر 78 عامًا، وكان يعاني من نوع نادر من سرطان الدم قبل وفاته.